# Antônio Manssur Filho
Antônio Manssur Filho (São Paulo, 1970) es un deportista brasileño que compitió en acuatlón. Ganó tres medallas en el Campeonato Mundial de Acuatlón entre los años 2007 y 2009.

## Palmarés internacional
| Campeonato Mundial | Campeonato Mundial      | Campeonato Mundial | Campeonato Mundial |
| Año                | Lugar                   | Medalla            | Prueba             |
| ------------------ | ----------------------- | ------------------ | ------------------ |
| 2007               | Ixtapa ( México)        | Medalla de plata   | Individual         |
| 2008               | Monterrey ( México)     | Medalla de plata   | Individual         |
| 2009               | Gold Coast ( Australia) | Medalla de oro     | Individual         |